# Trương Định Phát
Trương Định Phát (tiếng Trung: 张定发; bính âm: Zhang Dingfa; 8 tháng 12 năm 1943 — 14 tháng 12 năm 2006) là Đô đốc Hải quân Quân Giải phóng Nhân dân Trung Quốc (PLAN), nguyên Tư lệnh Hải quân Quân Giải phóng Nhân dân Trung Quốc từ năm 2003 tới 2006. Trước đó, ông là Viện trưởng Viện Hàn lâm Khoa học Quân sự Trung Quốc và Tư lệnh Hạm đội Bắc Hải.

## Tiểu sử
Trương Định Phát sinh ngày 8 tháng 12 năm 1943 trong một gia đình công nhân ở Phố Đông, Thượng Hải. Sau khi tốt nghiệp trường trung học Dương Tư, Thượng Hải, ông được nhận vào học tại Học viện Tàu ngầm Hải quân Quân Giải phóng Nhân dân Trung Quốc năm 1960. Ông gia nhập Đảng Cộng sản Trung Quốc tháng 3 năm 1964.
Sau khi tốt nghiệp Học viện Tàu ngầm vào tháng 7 năm 1964, Trương Định Phát tham gia lực lượng tàu ngầm của Hải quân Trung Quốc (PLAN) và tham gia vào việc phát triển tàu ngầm hạt nhân của Trung Quốc. Ông trở thành một phó chỉ huy tàu ngầm vào năm 1971, và chỉ huy tàu ngầm năm 1975.
Tháng 8 năm 1985, Trương Định Phát bắt đầu đảm nhiệm chức vụ Trợ lý Tham mưu trưởng Hạm đội Bắc Hải, sau đó là Tham mưu trưởng Căn cứ Hải quân Thanh Đảo. Năm 1988, phong quân hàm Đại tá Hải quân.
Tháng 6 năm 1991, Trương Định Phát được phong quân hàm Chuẩn đô đốc. Năm 1993, bổ nhiệm giữ chức Tham mưu trưởng Hạm đội Bắc Hải. Năm 1995, nhậm chức Phó Tư lệnh Hạm đội Bắc Hải. Năm 1996, Trương Định Phát được bổ nhiệm làm Phó Tư lệnh Quân khu Tế Nam kiêm Tư lệnh Hạm đội Bắc Hải. Tháng 7 năm 1998, phong quân hàm Phó Đô đốc. Tháng 12 năm 2000, nhậm chức Phó Tư lệnh Hải quân PLA.
Tháng 11 năm 2002, Trương Định Phát được bổ nhiệm làm Viện trưởng Viện Hàn lâm Khoa học Quân sự Trung Quốc, trở thành sĩ quan hải quân đầu tiên giữ chức vụ này.

### Tư lệnh Hải quân PLA
Tháng 4 năm 2003, tàu ngầm điện-diesel mang số hiệu 361 Type-035 lớp Minh đã gặp nạn trong lúc tham gia tập trận làm toàn bộ thủy thủ đoàn 70 người thiệt mạng. Sau khi vụ tai nạn xảy ra, hàng loạt quan chức cấp cao của Hải quân Trung Quốc đã bị cách chức trong đó có Tư lệnh hải quân Trung Quốc Đô đốc Thạch Vân Sinh.
Ngày 12 tháng 6 năm 2003, Trương Định Phát được bổ nhiệm làm Tư lệnh Hải quân Quân Giải phóng Nhân dân Trung Quốc, chính thức thay thế người tiền nhiệm Thạch Vân Sinh.
Tháng 9 năm 2004, Trương Định Phát được phong quân hàm Đô đốc và được bầu làm Ủy viên Quân ủy Trung ương Trung Quốc (CMC). Ông là Tư lệnh Hải quân đầu tiên trở thành thành viên của CMC. Tháng 3 năm 2005, kỳ họp thứ ba của Đại hội đại biểu Nhân dân toàn quốc Trung Quốc khoá X đã bầu Trương Định Phát làm Ủy viên Ủy ban Quân sự Trung ương Cộng hòa Nhân dân Trung Hoa.
Tuy nhiên, tháng 8 năm 2006, sau ba năm nhậm chức, Trương Định Phát buộc phải từ chức Tư lệnh Hải quân vì mắc ung thư giai đoạn cuối. Kế nhiệm ông là Đô đốc Ngô Thắng Lợi.

## Qua đời

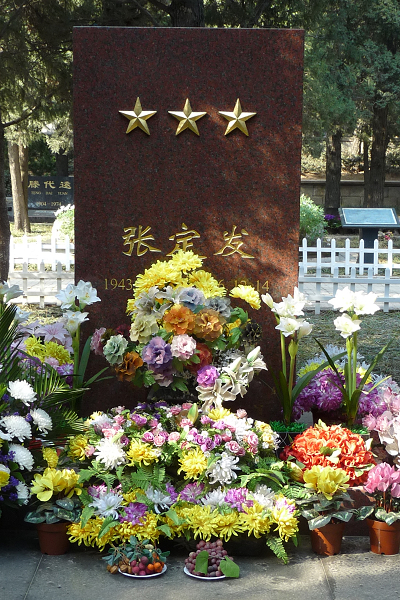
Mộ Trương Định Phát ở Bát Bảo Sơn

Ngày 14 tháng 12 năm 2006, Trương Định Phát qua đời ở Bắc Kinh. Chủ tịch Hồ Cẩm Đào và Phó Chủ tịch nước Tăng Khánh Hồng là một trong những quan chức cấp cao tham dự tang lễ của ông. Ông được hỏa táng và chôn cất tại Nghĩa trang cách mạng Bát Bảo Sơn.